# Sentinó
Sentinó és una partida rural del terme municipal de Conca de Dalt, a l'antic terme de Toralla i Serradell, al Pallars Jussà, en territori que havia estat del poble de Toralla.
És a la dreta del barranc de Mascarell, al vessant nord-oriental de la Serra de Ramonic, al sud-est de la Bordeta i al nord-oest de Prat del Roi, a llevant de Raidonal i de la Borda del Rei. És a llevant dels Gargallars i de lo Rebollar i a ponent de Prat del Roi.